# En lutte !
En lutte ! est un groupe marxiste-léniniste canadien (mais surtout développé au Québec) ayant existé entre 1972 et 1982. Le parti a été actif après la dissolution du Front de libération du Québec (FLQ) afin de promouvoir des idées similaires. En lutte ! supportait des idées qui pouvaient être associées à des groupes de gauche venant de partout dans le monde. Le groupe était connu pour faire passer ses messages politiques principalement à travers l’art.

## Histoire
En lutte ! fut fondé par Charles Gagnon, un ancien membre du Front de libération du Québec, un groupe indépendantiste québécois. Lorsque son collègue de longue date, Pierre Vallières, décide de se joindre au Parti québécois, mettant ainsi de côté la lutte armée pour atteindre l'indépendance et le socialisme par la voie électorale. Charles Gagnon décide d'abandonner son engagement en faveur de la cause nationale pour se consacrer à la cause de la révolution prolétarienne pancanadienne.
La nouvelle organisation, dont Gagnon était le secrétaire général, tirait son inspiration de la révolution culturelle chinoise, plus précisément des idées de Mao Tsé-Toung et de Joseph Staline. Elle combattait le révisionnisme , l'anarchisme et d'autres organisations marxistes, telle que la Ligue communiste (marxiste-léniniste) du Canada.
Le groupe En lutte ! était connu comme étant l’un des groupes les plus sectaires et dogmatiques du Québec . Il avait également comme « frère-ennemi » la Ligue communiste (marxiste-léniniste) du Canada, futur Parti communiste ouvrier (PCO). Les deux partis avaient des divergences d'opinions sur ce qui était du « front culturel ». Une des grandes forces du parti En lutte !, était sa volonté d'emprunter toutes les voies de propagande possibles afin de faire passer son message. Le groupe est connu pour avoir utilisé plusieurs éléments afin de partager ses idées, telles que des chorales de chant prolétarien, des banderoles d'inspiration réaliste socialiste, des poèmes politiques, des vidéos d'intervention, une bande dessinée sarcastique et un théâtre de combat.

## Organisation
En lutte ! s'organisait autour d'un petit groupe de militants connu sous la dénomination d’« Équipe du Journal », qui a commencé à être actif à partir de l'automne 1972. Le groupe prend par la suite le nom d'Organisation marxiste-léniniste du Canada En lutte ! (OMLCEL!) en 1979.Après les dix années de la formation du parti, En lutte ! avait réussi à recruter un total de 557 membres, 175 ayant démissionné en cours de route.
Le groupe était très bien organisé, considérant qu’il était propriétaire de quatre librairies (à Montréal, Québec, Toronto et Vancouver). En 1980, En lutte ! avait un budget annuel d'environ un million de dollars. Cet argent était utilisé principalement afin de payer les journalistes et les autres membres permanents (au nombre de 68 en 1978 et de 25 en 1982). La source principale de revenu du parti provenait des militants et du système de cotisations. Lors de ses dernières années, En lutte ! était à la recherche d'une nouvelle maturité politique. En lutte ! avait pour but de clarifier certaines questions stratégiques qui divisaient le mouvement communiste international. Ceci a été l’une des raisons face au déclin du groupe politique.
En lutte ! se dissout en 1982, à la veille de son 4e Congrès général. Les archives de l'organisation sont maintenant préservées à l'Université du Québec à Montréal (UQAM) dans le fonds 38P.
Brochures
En 1972, le groupe politique a commencé par partager ses idées dans la brochure « Pour le parti prolétarien » afin de se faire connaître. La brochure est restée jusqu'à la dissolution du parti avec de légères transformations à travers les années. Elle avait pour seul but de faire de l’agitation politique de masse pour radicaliser le mouvement ouvrier. Après avoir réalisé l’importance que la brochure a fini par prendre avec le temps, En lutte ! considère alors plus sérieusement de s'inspirer de la création du Parti bolchevik par Lénine. Le parti commence alors à publier des textes sur les tâches des marxistes-léninistes qui insistent sur l’importance de la création d’une théorie et d’une stratégie révolutionnaires ainsi que sur le ralliement des ouvriers. Durant les 12 années du parti, il y a eu 34 brochures publiées en français ainsi qu'en anglais à plus de 100 000 exemplaires.
Troupe de théâtre
La troupe Euh! a été fondée en 1970 par Clément Cazelais et Marc Doré. La troupe partageait originairement des idées anarchistes et nationalistes. Euh! s'est convertie à l'idéologie socialiste et s'est ralliée à En lutte ! par la même occasion. La troupe était connue pour faire des prestations partout où elle le pouvait. De plus, elle était également connue pour mettre un accent sur le contenu de ses prestations et moins sur la beauté du contenant théâtral. Utilisée comme un outil révolutionnaire, ses thèmes principaux étaient les bulletins politiques d'En lutte !, le matérialisme historique et dialectique de Joseph Staline, le manifeste du parti communiste de Karl Marx, des textes concernant la place de la femme en société, la question nationale, les syndicats ainsi que les autres publications d'En lutte ! à travers les années. Les idées politiques du groupe étaient décrites comme étant plus ou moins discrètes à travers les pièces. De plus, le journal du parti était distribué à la fin de chaque pièce.

## Politique sur les enjeux sociaux
En observant l’histoire politique du Québec, on remarque que plusieurs organisations ont vécu des périodes d'exclusions et d’inflexibilités. Plusieurs partis de gauche radicale, comme En lutte ! et la ligue communiste du Canada, préféreraient saboter et attaquer les idées socialistes des groupes concurrents. Ces idées étaient souvent attachées à un fond d’homophobie et de sexisme. Des idées positives telles que l’établissement de solidarité avec les peuples autochtones, la solidarité avec les travailleurs racisés et les pratiques culturelles populaires ont également émergé.
Droits des minorités sexuelles
Le groupe En lutte ! n'accorde pas d’importance particulière à la lutte pour les droits des minorités sexuelles, sous prétexte que cette lutte ne touche qu’une minime partie de la population. Un groupe est cependant créé au sein de l’organisation, le Caucus des gais et lesbiennes d’En lutte !, dans le but de faire entendre les revendications des minorités sexuelles. Certains membres de ce sous-groupe expriment percevoir un malaise au sein du groupe marxiste-léniniste en raison de leur identité sexuelle, et une mise au second plan des enjeux qui les touchent en raison de leur style de vie, qui ne correspond pas à celui de la famille prolétarienne, pour laquelle se bat l’organisation. Un groupe de discussion est ainsi créé en 1977 pour traiter des problèmes internes liés à l’homosexualité et à l’homophobie, cependant, il est rapidement dissout, car certains membres d’En lutte ! le considèrent comme un vecteur de division au sein du mouvement révolutionnaire. Vers la fin des années 1970, les membres du Caucus des gais et lesbiennes préfèrent finalement quitter l’organisation et suivre le mouvement officiel de la lutte pour les droits des gais et lesbiennes, puisque leurs revendications n’étaient pas jugées pertinentes par En lutte !.
Droits des femmes
Le mouvement féministe s’est beaucoup développé au Québec au même moment où le mouvement marxiste-léniniste prenait de l’ampleur, ce qui a fait en sorte que les deux mouvements ont interagit entre eux tout au long de l’existence d’En lutte !.
Durant les années 1974 à 1979, le groupe En lutte !, s’oppose au féminisme, qu’il considère comme une idéologie bourgeoise qui nuirait à la révolution socialiste en transformant la lutte entre les classes en une lutte entre les sexes. Les femmes ont cependant une place dans l’organisation, qui s’efforce néanmoins de désexualiser la lutte pour le socialisme en abolissant les structures destinées à la question des femmes. Selon l’organisation, l’oppression des femmes est due à l’existence de la propriété privée et à la division de la société en classes sociales. Pour cette raison, selon la théorie marxiste-léniniste, le simple fait d’éliminer ces deux éléments mettrait complétement fin à l’oppression vécue par les femmes, qui pourraient désormais participer à la production sociale. Les femmes sont considérées par les marxistes-léninistes comme étant surexploitées en raison de la discrimination qu’elles vivent au travail et de la sous-estimation de leurs compétences. Le groupe En lutte ! revendique donc pour les femmes le droit au travail, l’équité salariale, les congés de maternité et l’accès aux garderies. Ces revendications, basées principalement sur la place des femmes dans la production sociale, ne sont cependant pas suffisantes pour les militantes féministes faisant partie de l’organisation. Celles-ci réclament également l’élimination des rapports de pouvoir entre les sexes, l’abolition du patriarcat et la fin de l’oppression sexuelle vécue par les femmes, et ce, toutes classes sociales confondues.
En 1981, En lutte ! change sa position sur le féminisme et publie les critiques de militantes féministes, qui revendiquent une plate-forme de féminisme socialiste et demandent des changements au sein de l’organisation, dont la structure ressemble selon elles à celle du capitalisme.
À l’occasion du 4e congrès d’En lutte !, en 1982, une résolution sur la question des femmes proposée par Gillies Malnarich et ayant pour but de dénoncer le chauvinisme de l’organisation, est rejetée par la majorité sous prétexte que cela ne ferait pas avancer le débat. Cet événement correspond à une cassure au sein de l’organisation, qui est alors quittée par plusieurs militantes féministes. Il s’agit d’ailleurs de l’une des principales causes de la chute du mouvement.

## Politique sur les enjeux politiques
D’inspiration marxiste-léniniste, le groupe En lutte ! se définit lui-même comme ayant une vision communiste de l’économie. Selon celle-ci, le capitalisme était source d’exploitation et d’inégalités, qui devaient être remplacées par une économie sociale. Elle prônait l’abolition de la bourgeoisie en tant que classe dominante pour laisser la place à la classe ouvrière. L’économie se devait d’être gérée et centralisée par le gouvernement, afin de pouvoir redistribuer vers le peuple, à l’encontre du privé.
Politique locale
Le groupe n’avait pas de vision ou de plan de politique économique locale à proprement parler. Malgré cela, son idéologie impliquait une stratégie impliquant fortement les ouvriers et le monde rural, et prônait la nationalisation des industries locales et des ressources naturelles par le remplacement des entreprises privées par des coopératives ouvrières ou une gestion de l’État, ainsi que la planification organisée selon les besoins de la population au détriment du privé. Cela prend en compte les services locaux, comme le logement, l’éducation, la santé, etc. En lutte ! encourageait également l’autosuffisance agricole et industrielle pour éviter la dépendance aux multinationales. Cette vision a été renforcée par l’échec du gouvernement de Salvador Allende au Chili, renversé lors du coup d’État du 11 septembre 1973, mené par le général Augusto Pinochet et supporté par les États-Unis.
1975-1976
Au cours de cette période, le groupe connaît une croissance fulgurante. Celui-ci se positionne contre la loi fédérale C-73 de contrôle des salaires, qui est une loi fédérale adoptée en 1975 par Pierre Elliott Trudeau. Le groupe s’oppose à cette loi, expliquant qu’il s’agit d’un outil pour protéger le profit des entreprises plutôt que le salaire des travailleurs. Le groupe appuie la grève générale du Congrès du Travail du Canada et publie une brochure qui sera partagée à 20 000 exemplaires pour partager ses positions et encourager la mobilisation.
En mai 1976, le journal devient bilingue, permettant de renforcer sa présence dans les milieux ouvriers, étudiants et populaires du Canada anglophone et francophone. Cela aura également pour effet de faciliter le partage des idées à l’international.
Politique internationale
Le groupe avait un point de vue très négatif des relations internationales. Il dénonçait l’impérialisme et la dominance des autres grandes puissances mondiales sur le Québec et sur le Canada. Il encourageait l’indépendance économique à l’aide du socialisme sans forcément s’isoler du reste du monde. En lutte ! promouvait la fraternité entre divers mouvements révolutionnaires communistes, en particulier ceux inspirés par Mao Zedong, à travers le globe, y compris en Albanie.
1977
Alors qu’En lutte ! et la Ligue communiste étaient en phase de pourparlers d’unification, commence la polémique de 1977. À la suite de la mort de Mao Zedong en 1976, on voit naitre deux positions différentes sur la situation du maoïsme en Chine. En lutte ! était très critique de la prise de pouvoir de Deng Xiaoping et l’accusait de trahison envers la ligne révolutionnaire maoïste. À l’opposé, la Ligue soutenait Xiaoping, chef du Parti communiste chinois, qu’elle considérait fidèle au maoïsme. Critique de la situation, En lutte ! se rapproche de l’Albanie socialiste en y voyageant et montrant le pays comme exemple de socialisme. Le groupe sera par la suite qualifié de révisionniste et d’opportuniste de droit par la Ligue.
1979
Le journal d’En lutte ! atteint des sommets, avec une moyenne d’environ 7000 exemplaires distribués par semaine, dont un record de 10 000 exemplaires. Le journal devient hebdomadaire en 1978. Avec cette montée en popularité, les délégués adoptent une vision vaniteuse et prétendent que le groupe rallie la majorité des marxistes-léninistes. Cette vision mènera à l’adoption du nom d’Organisation marxiste-léniniste du Canada En lutte ! Cette adoption a pour but d’élargir l’influence du groupe sur le plan national.

## Membres connus
- Robert Comeau (professeur à l'UQAM, ex-membre du FLQ)
- Françoise David
- Charles Gagnon
- François Saillant
- Pierre Dufort

## Événements importants
1972 - Fondation du collectif et de l'« Équipe du Journal »
1974 - Premier congrès et formation politique
1975-1976 - Implantation dans les milieux ouvriers
1977 - Polémique avec la Ligue communiste
1979 - Changement de nom, Organisation marxiste-léniniste du Canada En lutte!
1980 - Position d'annulation lors du référendum
1981-1982 – Crise interne
1982 - Dissolution

## Dissolution
Il y a quatre grands facteurs qui ont entrainé le déclin du groupe marxiste-léniniste. Premièrement, l'apparition de nouveaux enjeux sociaux concernant les minorités de genres et de sexualités, l'absence d'une véritable classe ouvrière, le manque d'opinion sur la question nationale ainsi que la libéralisation de la Chine. Ces différents facteurs ont poussé plusieurs militants du parti politique En lutte ! à quitter l'organisation, ce qui a, par la même occasion, entrainé un déclin du marxisme au Québec.
C'est en 1982 que se dissout le parti politique canadien En lutte !. Le groupe comprenait beaucoup de problèmes au niveau de l'organisation et des ententes avec les autres partis. En lutte ! n'était pas capable de plaire à tout le monde, ce qui a lentement mené à leur disparition. Premièrement, les conflits régnaient autour des questions concernant les minorités sexuelles, puisque les opinions n'étaient pas les mêmes. Les membres LGBT du groupe se sentaient comme ayant une place de deuxième classe au sein du parti. Les femmes et les minorités sexuelles ont donc quitté le parti afin d'en créer un autre qui les représenterait mieux.
Un autre élément qui a mené à la dissolution du parti est le manque d'opinion sur la question nationale. En lutte ! supportait l'idée que les ouvriers québécois devaient s'allier aux ouvriers canadiens et que la création d'une division était non nécessaire. Ceci a été problématique à partir de 1980, prenant en compte le premier référendum. Le parti avait une position qu’il qualifiait « d’annulation » du vote lors du référendum de 1980. Cette position ne faisait pas unanimité à l’époque et a par la même occasion réduit l’influence du parti à travers la province de Québec sans avoir d’impacts majeurs sur le reste du Canada.
Le dernier point qui mena à la dissolution du groupe en 1982 est la libéralisation de la Chine. Cet événement à sembler prouver l’échec du maoïsme à grande échelle et a discrédité les idées du parti par la même occasion.
Les tensions internes ainsi que les pressions externes ont lentement mené à l’autodissolution du parti politique En lutte ! en mai 1982.